# Letosa
Letosa es un despoblado de la provincia de Huesca (España), actualmente perteneciente al municipio de Bierge, que se encuentra en el Somontano de Barbastro, comunidad autónoma de Aragón. Se enclava en las estribaciones de la Sierra de Guara, en el Prepirineo aragonés.

## Situación geográfica
Ubicado en la parte más septentrional de la comarca en la margen derecha del río Mascún. Se encuentra en un privilegiado entorno al tener a sus pies el parque natural de la Sierra y Cañones de Guara con importantes parajes naturales y reservas de aves. 

## Demografía
En 1834 junto a Otín forma un nuevo municipio (Otín y Letosa), que, en 1845, se une al municipio de Rodellar.
En la década de 1960 se une al actual municipio de Bierge. Unos años después quedó totalmente despoblado.
Datos demográficos de la localidad de Letosa desde 1900:
| 41                   | 50 | 47 | 55 | 48 | 65 | 42 | -- | -- | -- | -- |
| (Fuente: INE, IAEST) |    |    |    |    |    |    |    |    |    |    |

- No figura en el Nomenclátor desde el año 1970.

## Monumentos
- Iglesia de San Urbez fechada entre los siglos XVII y XVIII con nave única cubierta por bóveda con lunetos.